# Балеарский буревестник
Балеарский буревестник (лат. Puffinus mauretanicus) — вид птиц из семейства буревестниковых (Procellariidae). Долгое время считался подвидом обыкновенного, а затем «средиземноморского» буревестника (Sibley & Monroe 1990). Последний из таксонов настоящих буревестников, признанный отдельным видом.

## Описание
Длина около 33 см. Размах крыльев 85—90 см.
Питается рыбой и моллюсками. Местом размножения Puffinus mauretanicus являются Балеарские острова. В море не издает звуков, однако крик этой птицы можно услышать в колониях по ночам. Не следует за судами.
МСОП присвоила виду охранный статус «Находящиеся на грани полного исчезновения» (CR), так как его существование находится под серьёзной угрозой.